# Ordem jurídica
Ordem Jurídica é uma das acepções (interpretações) do termo Direito, que designa um sistema de normas que regula a conduta humana e que, diferentemente das demais ordens sociais, contém o elemento da coação, isto é, exige determinado comportamento expresso por uma norma ligando o comportamento oposto a um ato de coerção, apoiado no uso da força. 
Cabe destacar que o termo Ordem Jurídica é recorrentemente usado como sinônimo de ordenamento jurídico, sendo bastante difícil diferenciar a que se refere cada um deles.

## Ordem Jurídica vs. Ordenamento Jurídico
Os autores costumam utilizar os termos indiscriminadamente, como sinônimos. Inclusive, muitas vezes, como sinônimos do próprio termo Direito. Portanto, é praticamente impossível estabelecer uma distinção exata entre os dois.
No entanto, ainda que sejam usados como sinônimos, pode-se dizer que, de modo geral, a expressão Ordem Jurídica costuma indicar o aspecto sociológico do Direito. Isto é, ela é invocada quando se está discutindo o Direito a partir de uma perspectiva externa, do poder, do Estado. Assim, autores como Max Weber e Karl Marx tendem a utilizar essa expressão. Por sua vez, a expressão ordenamento jurídico costuma fazer referência ao aspecto mais jurídico do Direito, sendo normalmente aplicada a discussões de caráter interno ao Direito, voltadas à sua organização, à estrutura normativa e etc.
Essa tendência pode ser verificada no fato de Hans Kelsen, em sua Teoria Pura do Direito, normalmente apresentar a expressão ordenamento jurídico acompanhado do termo “positivo”, designando, assim, o conjunto de normas (cabe notar que o próprio Kelsen, em outros momentos abandona a distinção usa os termos como sinônimos). Além disso, pode também ser constatado no fato de Bobbio  ter denominado sua teoria “Teoria do Ordenamento Jurídico”, uma vez que buscava estudar a estrutura do Direito Positivo.

## O conceito de ordem
Em Economia e Sociedade, Max Weber define ordem como aquilo que orienta a ação por meio de máximas. E esta ordem é vigente quando as máximas aparecem como obrigações ou modelos de comportamento. Weber ainda divide as ordens em dois tipos: convenção e direito. O primeiro verifica-se quando um comportamento discordante gera apenas reprovação. Já o segundo, quando está garantida pela probabilidade de coação “exercida por um quadro de pessoas cuja função específica consiste em forçar a observação dessa ordem ou castigar sua violação”. Isto é, o elemento diferenciador da ordem a qual chamamos direito é a existência de um quadro coativo.
Hans Kelsen, por sua vez, define ordem como “um sistema de normas cuja unidade é constituída pelo fato de todas elas terem o mesmo fundamento de validade” e explica que o fundamento de validade de uma ordem normativa, tal qual o direito, é uma norma fundamental da qual se retira a validade de todas as normas dessa ordem.

## A coação
[Kelsen] também vê a coação como o elemento determinante da ordem jurídica. Segundo ele “como ordem coativa, o Direito distingue-se de outras ordens sociais.”  E isso significa que a ordem reage contra condutas humanas indesejáveis e socialmente perniciosas com um ato de coação, isto é, um mal que é infligido ao indivíduo contra sua vontade, se necessário, em caso de resistência, empregando a força física.
Vale ressaltar que é a ordem jurídica que determina as condições sobre as quais se dá esse emprego da força física e por quem ele se dá. Existe, portanto, um monopólio da coação por parte da comunidade jurídica.

## A Ordem Jurídica internacional
Uma outra aplicação do termo Ordem Jurídica estaria no âmbito internacional. No entanto, existe uma controvérsia em torno da possibilidade de se considerar o Direito Internacional como Direito, isto é, como ordem jurídica, nos termos definidos acima. Nesse sentido, Kelsen afirma que o Direito Internacional também apresenta o caráter de ordem coercitiva, no entanto, assemelha-se com o Direito da sociedade primitiva, pelo fato de não possuir órgãos para criação e aplicação de suas normas. É cada Estado que, quando lesado, reage contra o violador do Direito com um ato de coação, tais como a represália e a guerra. Ou seja, para ele, o Direito Internacional encontra-se num estágio de descentralização. 